# Mount Parker (berg i Hongkong)
Mount Parker (kinesiska: 柏架山) är ett berg i Hongkong (Kina). Det ligger i den centrala delen av Hongkong. Toppen på Mount Parker är 532 meter över havet, eller 328 meter över den omgivande terrängen. Bredden vid basen är 4,8 km. Mount Parker ingår i The Twins.
Terrängen runt Mount Parker är huvudsakligen kuperad, men åt nordväst är den platt. Havet är nära Mount Parker åt sydost.  Centrala Hongkong ligger 6,8 km väster om Mount Parker. I omgivningarna runt Mount Parker växer i huvudsak städsegrön lövskog.